# Pleystein

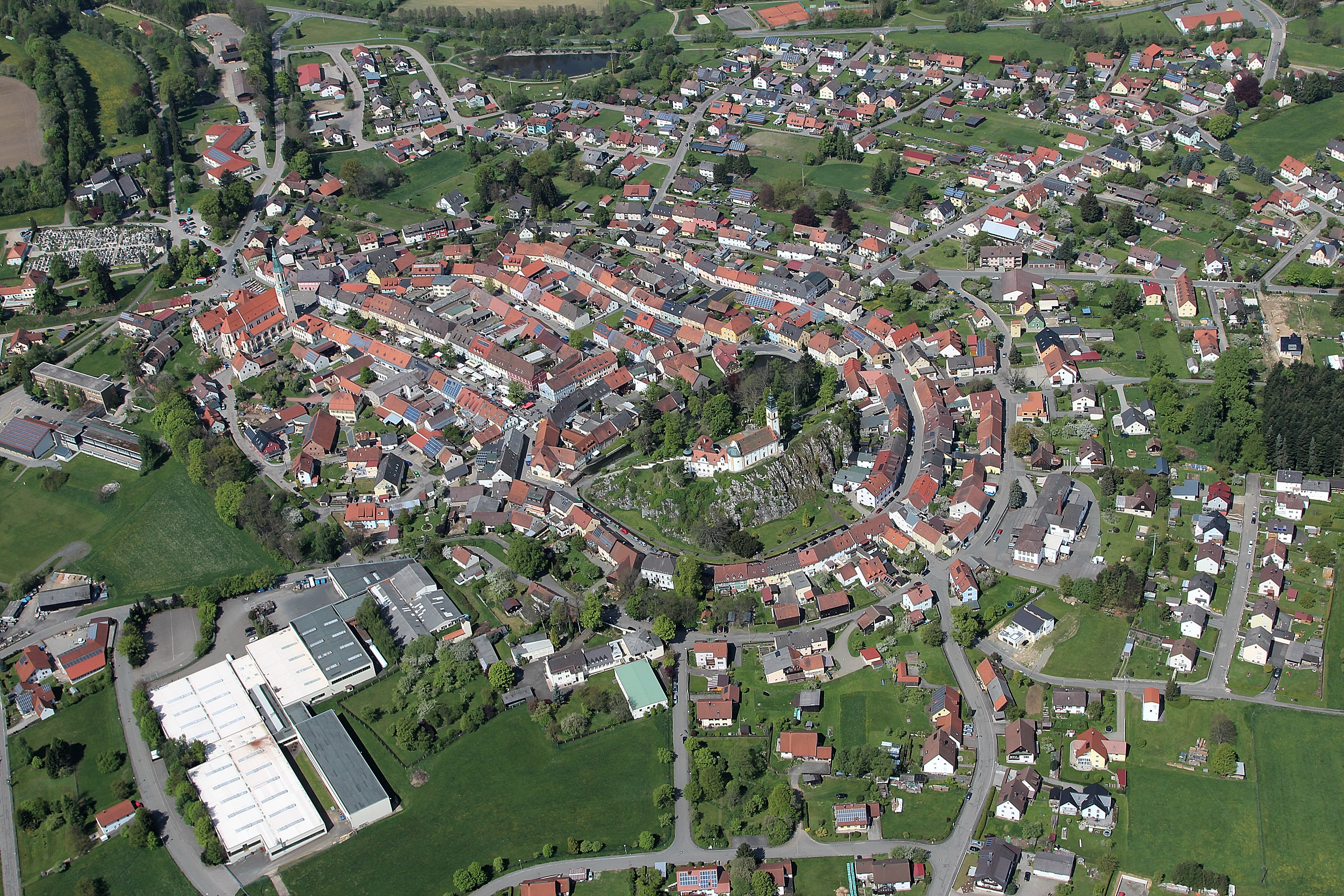
Pleystein (2014)

Pleystein ist eine Stadt im Oberpfälzer Landkreis Neustadt an der Waldnaab in Bayern und der Sitz der Verwaltungsgemeinschaft Pleystein.

## Geografie

### Geografische Lage
Pleystein liegt im Oberpfälzer Wald, eingebettet in das Zottbachtal. Der 801 m hohe Fahrenberg grenzt im Nordwesten an das Stadtgebiet.

### Nachbargemeinden
Folgende Gemeinden grenzen an die Stadt Pleystein. Sie werden nach dem Uhrzeigersinn beginnend im Norden genannt: Georgenberg, Waidhaus, Eslarn, Moosbach, Vohenstrauß und Waldthurn.
| Waldthurn 6 km   | Georgenberg 6,5 km                          | Georgenberg 6,5 km |
| Vohenstrauß 6 km | Kompassrose, die auf Nachbargemeinden zeigt | Waidhaus 6 km      |
| Vohenstrauß 6 km | Moosbach 6,5 km                             | Eslarn 11 km       |

### Gemeindegliederung
Es gibt 29 Gemeindeteile (in Klammern ist der Siedlungstyp angegeben):
- Bartlmühle (Weiler)
- Berglerschleife (Weiler)
- Bibershof (Weiler)
- Birkenbühl (Weiler)
- Bodenmühle (Einöde)
- Burkhardsrieth (Pfarrdorf)
- Dürrenlohe (Einöde)
- Finkenhammer (Einöde)
- Finstermühle (Einöde)
- Fuchsmühle (Einöde)
- Hagenmühle (Einöde)
- Hochberg (Einöde)
- Lohma (Dorf)
- Miesbrunn (Pfarrdorf)
- Ödhäuser (Weiler)
- Peugenhammer (Weiler)
- Pfifferlingstiel (Weiler)
- Pingermühle (Einöde)
- Pleystein (Hauptort)
- Radwaschen (Einöde)
- Rammelsleuten (Einöde)
- Schafbruck (Einöde)
- Schönschleif (Einöde)
- Spielhof (Dorf)
- Steinbach (Weiler)
- Trutzhofmühle (Weiler)
- Unterbernrieth (Einöde)
- Vöslesrieth (Dorf)
- Zengerhof (Weiler)

## Geschichte

### Bis zum 19. Jahrhundert
Urkundlich wurde die Siedlung zuerst 1242 erwähnt, jedoch stand zu dieser Zeit bereits die Burg auf dem Quarzfelsen inmitten der Siedlung. In der zweiten Hälfte des 13. Jahrhunderts ging Pleystein an die Landgrafen von Leuchtenberg über.
Auf ihre Fürsprache hin verlieh Kaiser Ludwig Pleystein 1331 die Nürnberger Stadtrechte. 1395 wurde die Pfarrei St. Sigismund gegründet.
In Pleystein befand sich vom 14. bis zum 17. Jahrhundert ein Eisenhammer, er am 9. März 1387 nachträglich der Oberpfälzer Hammereinigung beigetreten ist.
Im Jahre 1400 wurde die Stadt von den pfälzischen Truppen teilweise eingenommen, die Altstadt und die Burg auf dem Rosenquarzfelsen widerstanden den Angriffen. Allerdings mussten die Verteidiger, der Landgraf von Leuchtenberg und seine Söhne, die gefangen genommenen Bürger der Neustadt auslösen. Während der Hussiteneinfälle wurde Pleystein dreimal zerstört. Im Dreißigjährigen Krieg fielen 1634 die Truppen des Kroaten-Obersten Marco Corpes in die Stadt ein, plünderten sie und verbrannten 48 Häuser, auch das Rathaus und das Amtshaus. Im Herbst desselben Jahres brach die Pest aus.

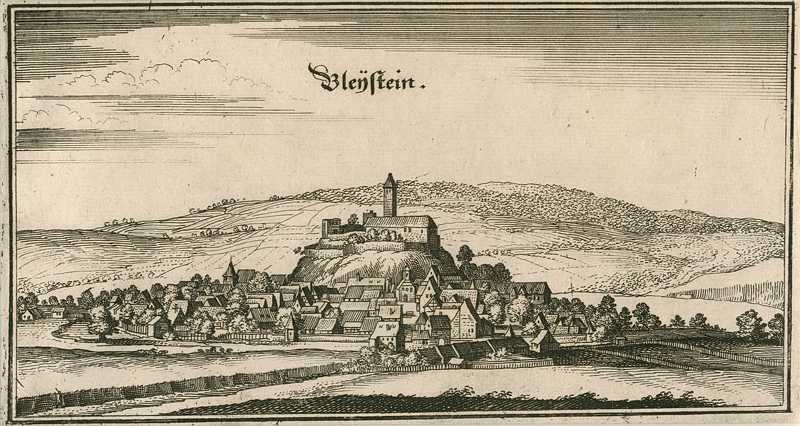
Pleystein nach Merian um 1644–1650

Das 19. Jahrhundert brachte eine Serie von Großbränden. 1842 verbrannten acht Häuser mit Nebengebäuden und dem Brand von 1848 fielen 55 Häuser zum Opfer. Elf Häuser und zwölf Nebengebäude wurden 1899 eingeäschert.

### 20. Jahrhundert
Die größte Brandkatastrophe traf die Stadt am 10. Juli 1901. Das Feuer, das in der damaligen Grabenmühle ausbrach, vernichtete 72 Haupt- und 78 Nebengebäude, auch die beiden Kirchen.
Nach dem Zweiten Weltkrieg erhöhte sich die Bevölkerungszahl durch den Zuzug von Flüchtlingen. Heute zählt Pleystein mit den eingemeindeten Gemeindeteilen etwa 2700 Einwohner. Seit 1957 ist Pleystein staatlich anerkannter Erholungsort. Seit 1978 ist Pleystein Sitz der Verwaltungsgemeinschaft. 1979 wurde es als Kleinzentrum ausgewiesen.

### Eingemeindungen
Am 1. Januar 1972 wurden im Rahmen der Gebietsreform in Bayern die Gemeinden Lohma und Miesbrunn sowie Teile der aufgelösten Gemeinden Bernrieth eingegliedert. Am 1. Juli 1972 folgten Teile der ehemaligen Gemeinde Burkhardsrieth.

### Einwohnerentwicklung
Zwischen 1988 und 2018 sank die Einwohnerzahl von 2569 auf 2367 um 202 Einwohner bzw. um 7,9 %.

## Politik

### Stadtrat
Nach der Kommunalwahl am 15. März 2020 mit einer Wahlbeteiligung von 71,1 % setzt sich der Stadtrat von Pleystein so zusammen:
|      | CSU     | SPD / FW | Gesamt   |
| ---- | ------- | -------- | -------- |
| 2020 | 7 Sitze | 7 Sitze  | 14 Sitze |

### Bürgermeister
Seit Mai 2014 ist Rainer Rewitzer (CSU) Erster Bürgermeister. Bei der Kommunalwahl 2020 wurde er mit 52,7 % der gültigen Stimmen im Amt bestätigt. Sein Mitbewerber Werner Rieß (SPD) erhielt 47,3 % der Stimmen.

### Wappen
| Wappen von Pleystein | Blasonierung: „In Schwarz über grünem Dreiberg ein rot gekrönter und rot bewehrter goldener Löwe, in der Mitte überdeckt mit einem schmalen Balken, der zweireihig mit silbernen und blauen Rauten belegt ist.“ |
| Wappen von Pleystein | Das Wappen ist seit 1556 bekannt. |

### Städtepartnerschaften
Die Gemeinden Bor u Tachova in Tschechien und Gamlitz in der Südsteiermark (Österreich) sind Partnergemeinden von Pleystein.

## Sehenswürdigkeiten

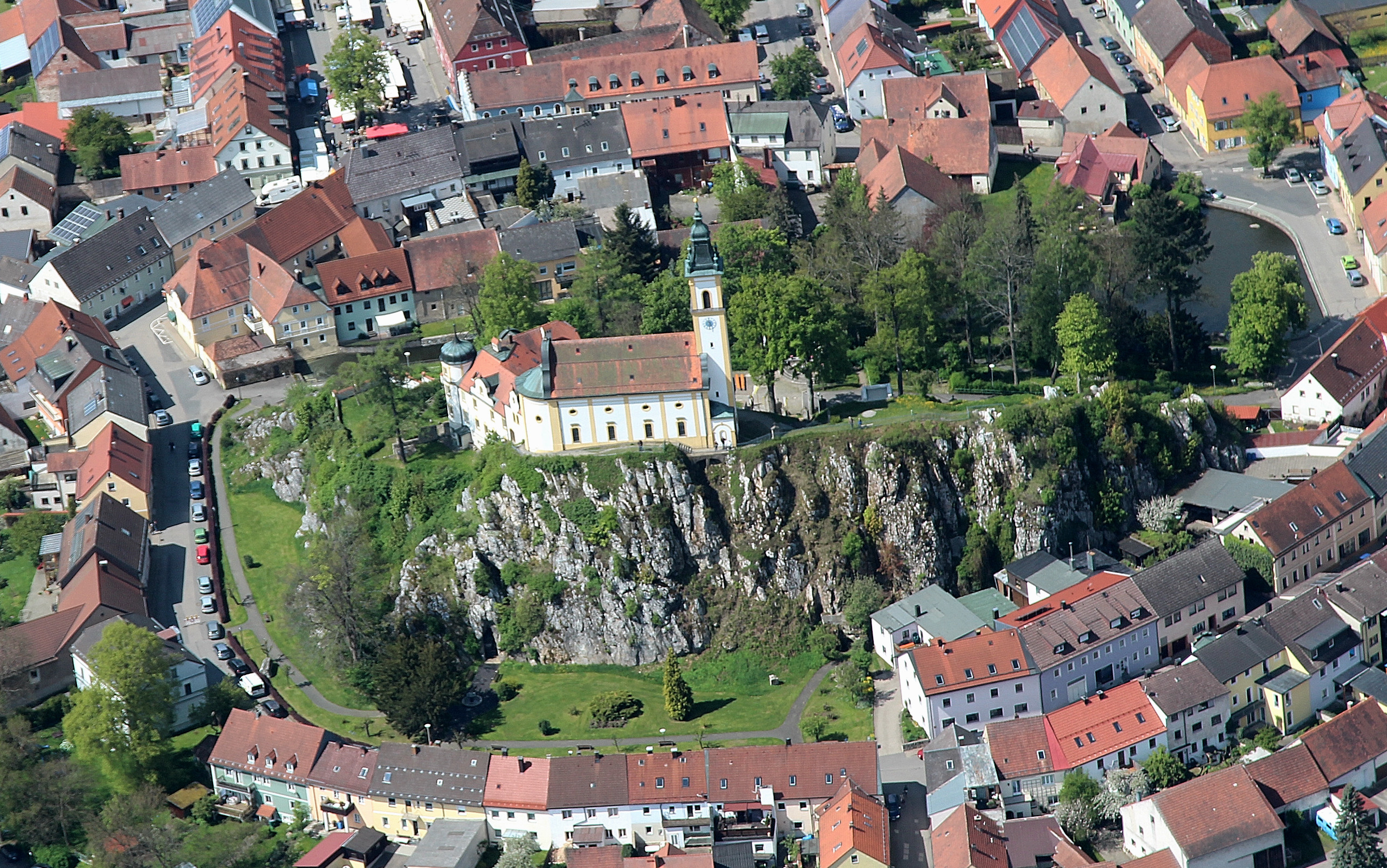
Wallfahrtskirche Heiligkreuz

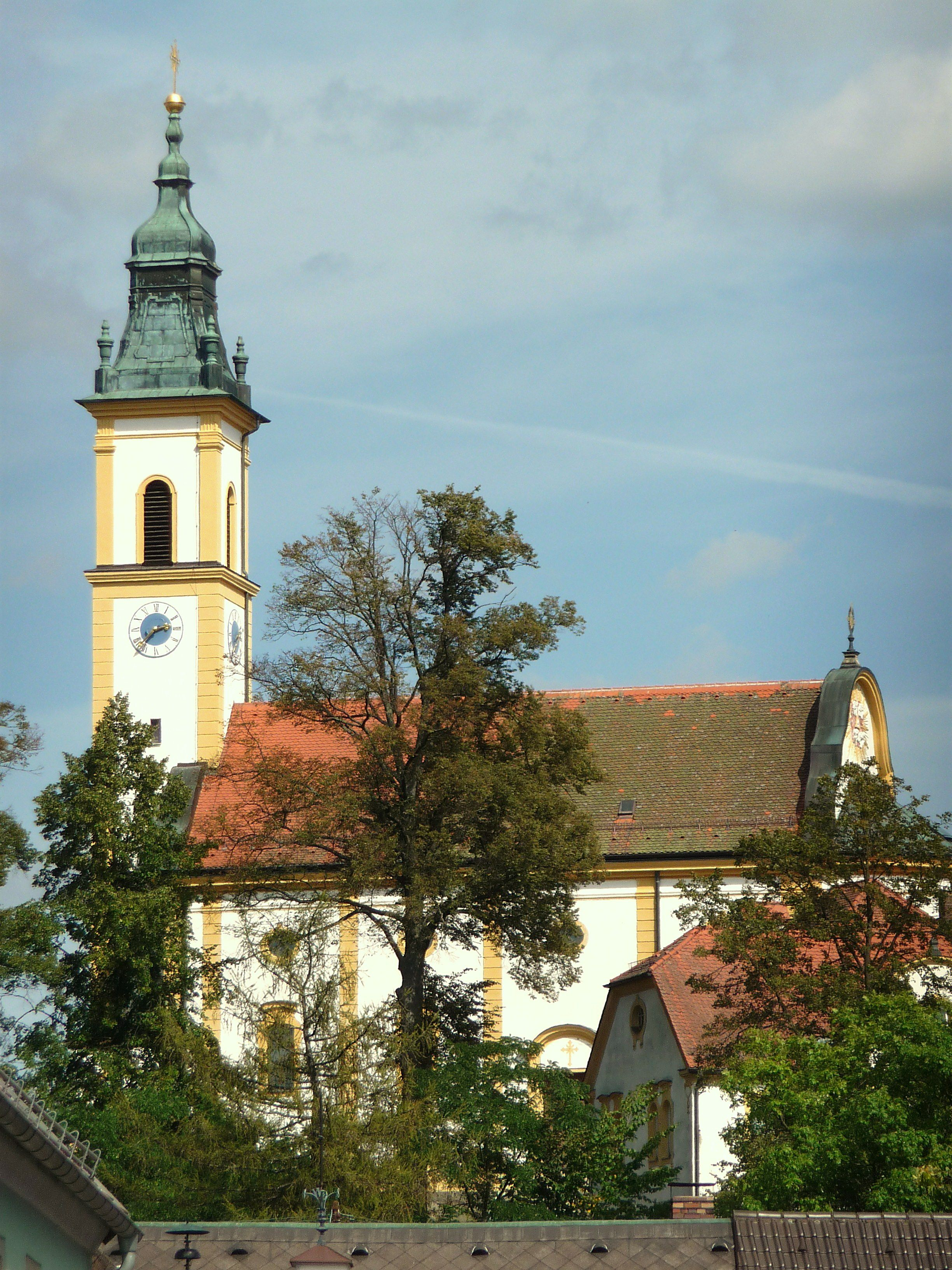
Wallfahrtskirche Heiligkreuz
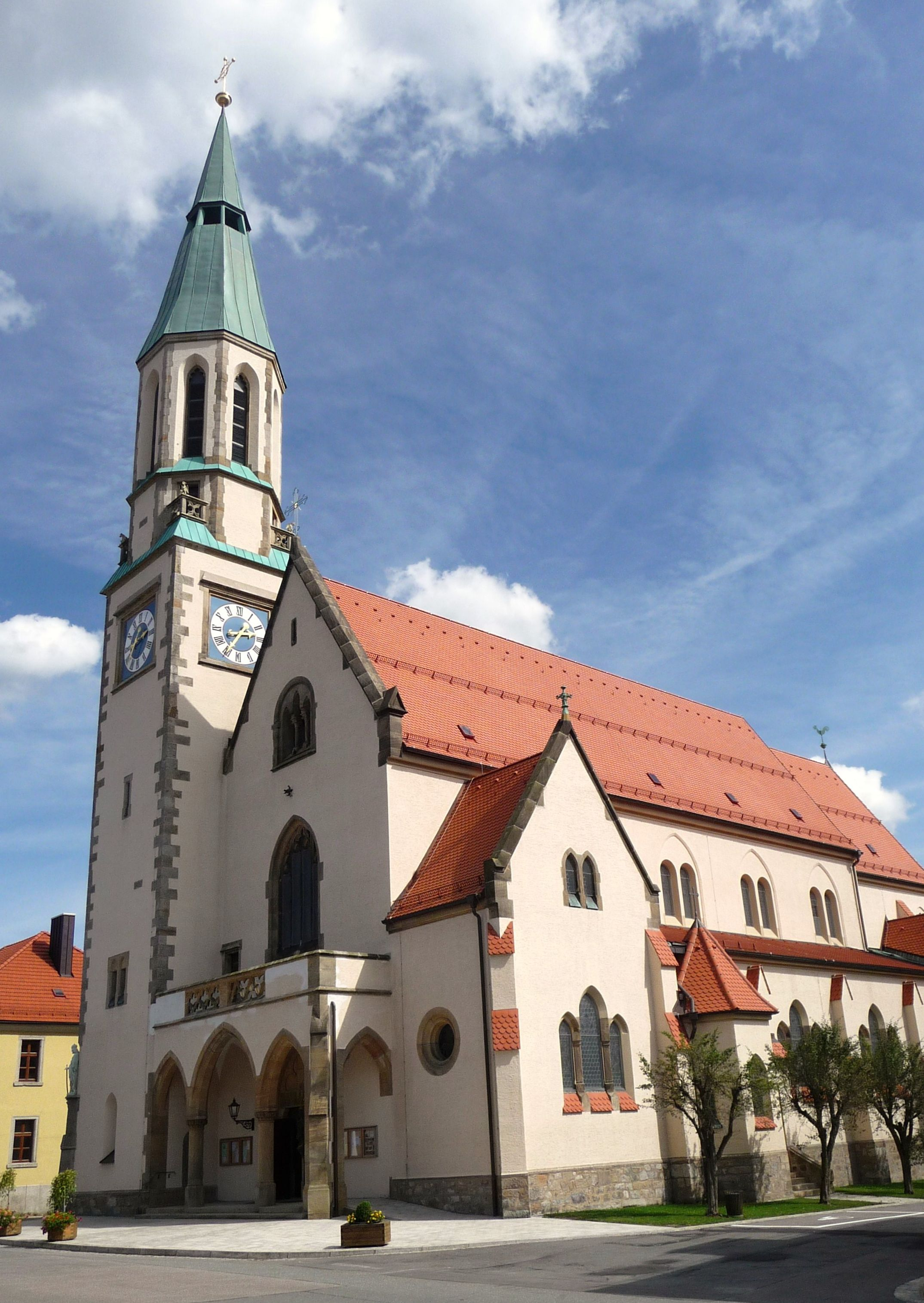
St. Sigismund

### Bauwerke und Denkmäler
- Die neubarocke Wallfahrtskirche Heiligkreuz (Kreuzbergkirche) wurde 1904 fertiggestellt. Die vorhergehende, 1814 errichtete Wallfahrtskirche war 1901 niedergebrannt. Neben der Kirche befinden sich die Bauten des heutigen Salesianerklosters.
- Die neugotische Stadtpfarrkirche St. Sigismund wurde ebenfalls nach dem großen Brand von 1901 bis 1904 erbaut.
- Burg Pleystein
- Kriegerdenkmal mit Marienstatue
- St.-Nepomuk-Statue von 1731 am Marktplatz
- Bergkirche St. Ulrich im Ortsteil Burkhardsrieth
- Viele Kapellen, Wegkreuze und Marterln

### Museen
- Stadtmuseum (neben der Stadtpfarrkirche) mit wechselnden Ausstellungen und großer Mineraliensammlung (Lehnersche Sammlung)
- Katharinas Puppenhaus (Hagenmühle bei Pleystein)

### Naturdenkmäler
- Kreuzberg in Pleystein[10], 38 m hoher Rosenquarzfelsen (eines der 100 schönsten Geotope Bayerns)

## Verkehr
Der Bahnhof Pleystein an der ehemaligen Bahnstrecke Neustadt (Waldnaab)–Eslarn ist stillgelegt.
Im Süden verläuft die Autobahn A6 mit der Anschlussstelle 75 „Pleystein“.

## Persönlichkeiten
- Johann Baptist von Anzer (1851–1903), Bischof der deutschen Chinamission in der Provinz Shandong
- Kurt Benning (1945–2017), Zeichner, Fotograf und Maler
- Maria Geiss-Wittmann (* 1934), Politikerin (CSU), Mitglied des Bayerischen Landtags
- Johann Hoffmann (unbekannt–1706), Anführer des bayerischen Volksaufstandes 1706 in Braunau am Inn
- Johann Nepomuk Hortig (1774–1847), Theologe und Professor
- Siegfried Poblotzki (1917–1997), Heimatforscher, Autor von Geschichte der Stadt und Herrschaft Pleystein
- Benedikt Schopper (* 1985), Eishockeyspieler
- Brigitte Traeger (* 1973), Schlagersängerin, lebt in Pleystein
- Johann Weig (1867–1948), Steyler Missionar
- Georg Michael Wittmann (1760–1833), Weihbischof in Regensburg